# Zagrebtower
Zagrebtower — будівля в Загребі (Хорватія), розташована у місцевості Сигечиця (хорв. Sigečica), на перехресті вулиць Раднічка (Radnička) і Вуковарська, у загребському районі Трнє. Була завершена в кінці 2006-го року.

## Опис
Це еліптична, 22-поверхова, 84-метрова офісна вежа з прилеглою 8-поверховою адміністративною будівлею, яка включає в себе підземний гараж. Загалом комплекс включає в себе 26 000 м² службового простору.